# William Murray
William M. Murray (ur. 17 kwietnia 1882 w Richmond, zm. 12 listopada 1977 w Brisbane) – australijski chodziarz reprezentujący Australazję. Uczestniczył w igrzyskach olimpijskich w Sztokholmie w 1912 roku, gdzie startował w chodzie na 10 kilometrów.

## Występy na letnich igrzyskach olimpijskich
| Igrzyska | Wydarzenie    | Eliminacje | Eliminacje | Półfinały | Półfinały | Finały          | Finały          |
| Igrzyska | Wydarzenie    | Wynik      | Miejsce    | Wynik     | Miejsce   | Wynik           | Miejsce         |
| -------- | ------------- | ---------- | ---------- | --------- | --------- | --------------- | --------------- |
| LIO 1912 | Chód na 10 km | -          | DQ         |           |           | → Nie awansował | → Nie awansował |